# Miss Inghilterra
Miss Inghilterra (Miss England) è un concorso di bellezza femminile che si tiene annualmente in Inghilterra dal 1928. Le partecipanti devono avere un'età compresa fra i 17 ed i 24 anni e devono essere dotate di passaporto britannico.
Il concorso, i cui diritti appartengono alla Miss World Organisation, viene organizzato ogni anno da Angie Beasley, che si occupa anche di Miss Regno Unito, Mister Regno Unito, Miss Scozia e Miss Galles, oltre che vincitrice di venticinque concorsi di bellezza durante gli anni ottanta.
La vincitrice del concorso Miss Inghilterra, insieme alle vincitrici dei concorsi di Miss Irlanda del nord, Miss Scozia e Miss Galles, può prendere parte a Miss Mondo. Fra le quattro rappresentanti a Miss Mondo, colei che ottiene il miglior piazzamento viene presentata col titolo e la corona di Miss Regno Unito. Ad oggi nessuna Miss Inghilterra è mai riuscita ad ottenere la vittoria di un concorso di bellezza internazionale.

## Albo d'oro

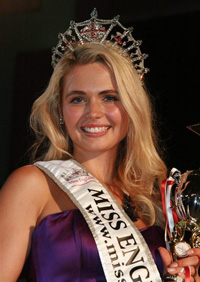
Laura Coleman, Miss Inghilterra 2008.

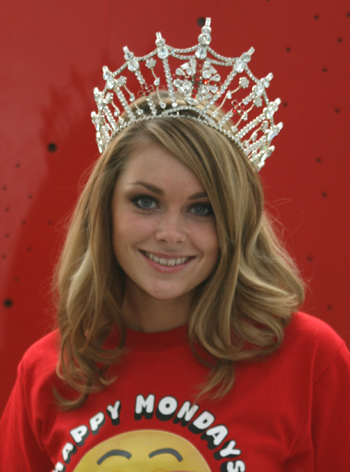
Georgia Horlsley, Miss Inghilterra 2007.

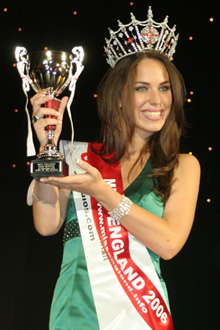
Eleanor Glynn, Miss Inghilterra 2006.

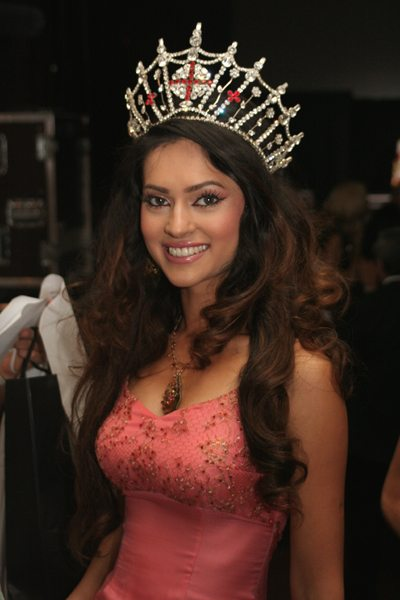
Hammasa Kohistani, Miss Inghilterra 2005.

| Anno | Vincitrice            | Note                  |
| ---- | --------------------- | --------------------- |
| 1928 | Nonni Shields         |                       |
| 1929 | Benny Dicks           |                       |
| 1930 | Marjorie Ross         |                       |
| 1931 | Bettie Mason          |                       |
| 1932 | Gwen Stallard         |                       |
| 1933 | Angela Ward           |                       |
| 1934 | June Lammas           |                       |
| 1935 | Muriel Oxford         |                       |
| 1936 | Laurence Atkins       |                       |
| 1938 | Doris Williams        |                       |
| 1953 | Marlene Dee           |                       |
| 1955 | Margaret Rowe         |                       |
| 1956 | Iris Waller           |                       |
| 1957 | Sonia Hamilton        |                       |
| 1958 | Dorothy Hazeldine     |                       |
| 1959 | Pamela Ann Searle     |                       |
| 1960 | Joan Ellinor Boardman |                       |
| 1961 | Arlette Dobson        |                       |
| 1962 | Kim Carlton           |                       |
| 1963 | Susan Pratt           |                       |
| 1964 | Brenda Blacker        |                       |
| 1965 | Jennifer Gurley       |                       |
| 1966 | Janice Whitemanv      |                       |
| 1967 | Jennifer Lynn Lewis   |                       |
| 1968 | Jennifer Summersv     |                       |
| 1969 | Myra Van Heck         |                       |
| 1970 | Yvonne Ormes          |                       |
| 1971 | Marylin Ward          |                       |
| 1972 | Jennifer McAdam       |                       |
| 1973 | Veronica Ann Cross    |                       |
| 1974 | Kathy Anders          | Miss Rochdale         |
| 1975 | Vicki Harris          | Miss London           |
| 1976 | Pauline Davies        | Miss Manchester       |
| 1977 | Sarah Long            | Miss Bristol          |
| 1978 | Beverley Isherwood    | Miss Manchester       |
| 1979 | Carolyn Ann Seaward   | Miss Yelverton        |
| 1980 | Julie Duckworth       | Miss Blackpool        |
| 1981 | Joanna Longley        | Miss Manchester       |
| 1982 | Della Frances Dolan   | Miss Grimsby          |
| 1983 | Karen Lesley Moore    | Miss Southsea         |
| 1984 | Louise Gray           | Miss Sheffield        |
| 1985 | Helen Westlake        | Miss London           |
| 1986 | Joanne Ruth Sedgley   |                       |
| 1987 | Yvette Dawn           |                       |
| 1988 | Tracey Williams       |                       |
| 1989 | Racquel Jory          |                       |
| 1990 | Carla Barrow          |                       |
| 1999 | Nicola Willoughby     |                       |
| 2000 | Michelle Walker       | Miss Liverpool        |
| 2001 | Sally Kettle          | Miss Leicester        |
| 2002 | Danielle Luan         | Miss Oxford           |
| 2003 | Jackie Turner         | Miss London           |
| 2004 | Danielle Lloyd        | Miss Liverpool        |
| 2005 | Hammasa Kohistani     | Miss Maya             |
| 2006 | Eleanor Glynn         | Miss Oxford           |
| 2007 | Georgia Horsley       | Miss Norton           |
| 2008 | Laura Coleman         | Miss Derby            |
| 2009 | Rachel Christie       | Miss London           |
| 2009 | Katrina Hodge         | Royal Tunbridge Wells |
| 2010 | Jessica Linley        | Nottingham            |
| 2011 | Alize Lily Mounter    | Londra                |
| 2012 | Charlotte Holmes      | Devon                 |
| 2013 | Kirsty Heslewood      |                       |
| 2014 | Carina Tyrrell        |                       |
| 2015 | Natasha Hemmings      |                       |
| 2016 | Elizabeth Grant       |                       |
| 2017 | Stephanie Hill        |                       |
| 2019 | Alisha Cowie          |                       |
| 2019 | Bhasha Mukherjee      |                       |